# Odobenus
Odobenus este un gen de pinipede din familia Odobenidae, în care este singurul taxon care nu este încă dispărut. Există o singură specie încă în viață, morsa, O. rosmarus, și mai multe specii de morse fosile. 
Numele de Odobenus provine din latină, limbă în care înseamnă „care merge pe dinți”. 

## Specii
Se cunosc patru specii de morse, dintre care doar una supraviețuiește astăzi:
- O. rosmarus (Linnaeus, 1758)
- † O. huxleyi
- † O. koninckii
- † O. mandanoensis